# 圣菲尔曼代普雷
圣菲尔曼代普雷（法語：Saint-Firmin-des-Prés）是法国卢瓦-谢尔省的一个市镇，属于旺多姆区（Vendôme）莫雷埃县（Morée）。该市镇总面积13.89平方公里，2009年时的人口为809人。

## 人口
圣菲尔曼代普雷人口变化图示